# Ligne de base
Pour les articles homonymes, voir Ligne de base (homonymie).

Les zones maritimes du droit international de la mer

La ligne de base est la limite géographique, pour un État côtier, qui sépare son domaine émergé du domaine maritime. Le territoire de l'État côtier et ses eaux intérieures se situent en deçà de la ligne de base. Au-delà de la ligne de base commencent ses eaux territoriales.
Le tracé de la ligne de base est régi par la convention sur le droit de la mer.
C'est à partir de la ligne de base que sont mesurées les largeurs des zones maritimes sous la juridiction d'un État côtier, définies par cette même convention, en particulier les eaux territoriales et la zone économique exclusive.
La ligne de base est normalement constituée par la laisse de basse mer. Dans certains cas, la laisse de basse mer peut être simplifiée en une ligne de base droite, dont les extrémités sont situées sur la laisse de basse mer.

## Souveraineté territoriale
La ligne de base marque juridiquement la séparation entre le territoire et ses eaux intérieures, sur lesquels l'État exerce directement sa souveraineté, et le domaine maritime ouvert vers le large, d'un accès en principe général.
À l'origine, les eaux territoriales correspondent aux eaux du large sur lesquelles l'État côtier peut exercer directement sa souveraineté en raison de la distance à la terre : pendant longtemps, la largeur des eaux reconnues juridiquement comme « territoriales » a été en pratique la distance à laquelle portaient les canons. Dans l'esprit, la « ligne de base » reconnue en droit international est donc l'extrême limite à laquelle on puisse éventuellement placer des canons terrestres.
Cependant, la souveraineté ne s'exerce que sur un territoire émergé. Ces eaux territoriales font partie du domaine maritime, restent en principe accessibles depuis le large, et le droit coutumier y reconnaît aux navires de toutes nationalités un « droit de passage innocent ».
Inversement, les eaux intérieures sont en général celles sur lesquelles l'État côtier dispose d'un avantage stratégique intrinsèque. C'est cette considération qui est à l'origine des principales exceptions sur la règle de la laisse de basse mer : dans le cas d'une baie suffisamment fermée, de côtes découpées, de chapelets d'îles, ou du lagon d'un atoll ou d'un récif frangeant, l'étendue d'eau est suffisamment cernée par des territoires sous souveraineté de l'État côtier pour que la navigation au long cours n'y ait pas de sens, et que sa défense se fasse suivant la même logique qu'une défense territoriale.
De même, à une plus grande échelle, les lignes de base archipélagiques définissent des eaux archipélagiques, qui ne sont pas nécessairement des eaux territoriales, mais sont néanmoins entourées par les terres relevant de la souveraineté de l'État archipel.

## Tracé des lignes de base

### Ligne de base normale
La ligne de base normale est la laisse de basse mer des côtes, telle qu'elle est indiquée sur les cartes marines à grande échelle reconnues officiellement par l'État côtier (c’est-à-dire les cartes du SHOM pour la France). C'est la limite des zones toujours couvertes par la mer, quelle que soit la marée, en l'absence de phénomènes météo-océanographiques exceptionnels. Cette limite est généralement l'isobathe du zéro hydrographique.
La laisse de basse mer ne peut servir d'appui à la construction d'une ligne de base que si elle se rattache à la côte de l'État côtier, où à une île. Un récif découvrant ne peut généralement pas servir par lui-même à délimiter une ligne de base. Cependant, dans certains cas, la ligne de base peut également se rattacher à des récifs découvrants, dans la mesure où ils sont suffisamment rattachés à des territoires émergés.
Pour la convention sur le droit de la mer, « une île est une étendue naturelle de terre entourée d'eau qui reste découverte à marée haute. » Il n'y a pas de restriction explicite à la taille d'une île, et le moindre écueil émergé peut justifier d'une ligne de base.

### Ligne de base droite

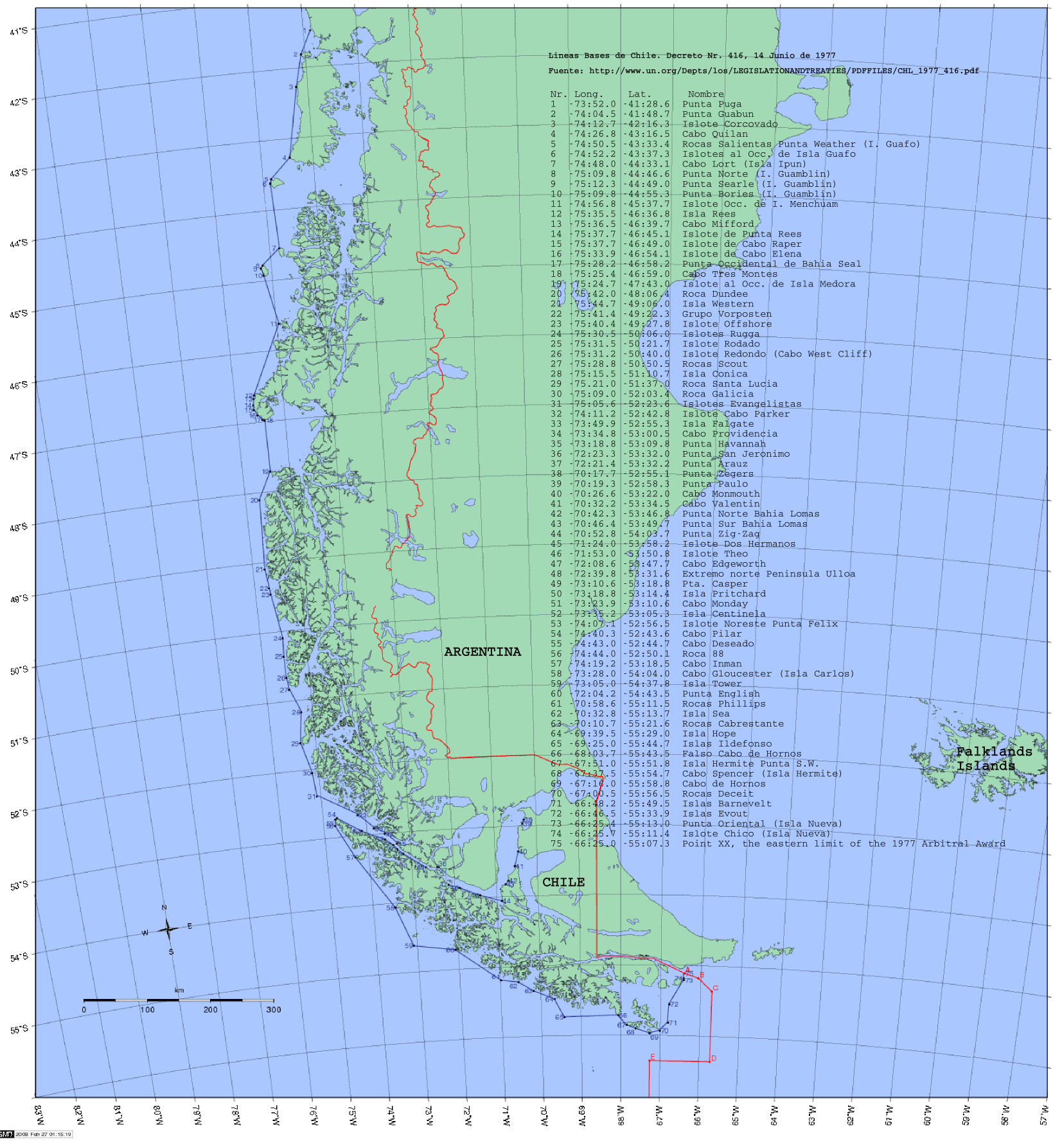
Lignes de base au sud du Chili.

Dans certains cas, (côtes profondément découpées ou bordées d'îlots, deltas, baies suffisamment profondes) des lignes de base droites, ne s'écartant pas de la direction générale de la côte, peuvent simplifier la limite de la mer territoriale (avec comme conséquence d'augmenter la surface des eaux intérieures de l'État côtier). Le choix de ces lignes demande une étude précise et argumentée des différentes possibilités.
Selon la Convention des Nations unies sur le droit de la mer, la méthode des lignes de base droites reliant des points appropriés peut être employée pour tracer la ligne de base à partir de laquelle est mesurée la largeur de la mer territoriale :
1. là où la côte est profondément échancrée et découpée,
2. s'il existe un chapelet d'îles le long de la côte, à proximité immédiate de celle-ci ;
3. là où la côte est extrêmement instable en raison de la présence d'un delta et d'autres caractéristiques naturelles. Dans ce cas, même en cas de recul ultérieur de la laisse de basse mer, ces lignes de base droites restent en vigueur tant qu'elles n'ont pas été modifiées par l'État côtier conformément à la Convention.

Pour la définition de ces lignes de base droites, les extrémités peuvent être choisies sur des points appropriés le long de la laisse de basse mer la plus avancée.
Dans les cas où la méthode des lignes de base droites s'applique en vertu du paragraphe 1er, il peut être tenu compte, pour l'établissement de certaines lignes de base, des intérêts économiques propres à la région considérée dont la réalité et l'importance sont manifestement attestées par un long usage.
Les eaux situées en deçà d'une ligne de base droite sont considérées non comme des eaux territoriales (dans lesquelles les autres nations jouissent d'un droit de passage innocent) mais comme des eaux intérieures relevant de la seule souveraineté de l'État côtier.

### Fermeture des baies
La vraie question que pose le choix du tracé des lignes de base est donc de savoir si certaines étendues de mer situées en deçà de ces lignes sont suffisamment liées au domaine terrestre pour être soumises au régime des eaux intérieures.
Cette idée est à la base de la détermination du régime des baies, entré en droit international avec la convention de 1958.
La convention précise (art. 10) que dans le cas des baies, si  la  distance  entre  les  laisses  de  basse  mer  aux  points  d’entrée  naturels  d’une  baie n’excède pas 24 milles marins, une ligne de délimitation peut être tracée entre ces  deux  laisses  de  basse  mer, et  les  eaux  se  trouvant  en  deçà  de  cette  ligne  sont considérées comme eaux intérieures.
Cependant, une échancrure n'est considérée comme une « baie » que si elle rentre suffisamment à l'intérieur des terres, d'une manière plus creuse qu'un demi-cercle. La convention exige que sa superficie soit au moins égale à celle d'un demi-cercle ayant pour diamètre la droite tracée en travers de l'entrée de l'échancrure (10-3).

### Cas des formations coralliennes
Lorsqu’il s’agit d'îles  situées sur une formation atollienne ou d’îles bordées de récifs frangeants, la ligne de base à partir de laquelle est mesurée la largeur de la mer territoriale est la laisse de basse mer sur le récif, côté large, telle qu’elle est indiquée sur les cartes marines reconnues officiellement par l’état côtier (§6).
La convention prévoit déjà que dans le cas général, un récif peut être utilisé comme point d'appui de la ligne de base, mais uniquement « si le haut-fond découvrant se trouve, entièrement ou en partie, à une distance du continent ou d’une île ne dépassant pas la largeur fixée pour la mer territoriale (§13-1). » La spécificité des formations coralliennes est que dans les deux cas cités, tous les hauts-fonds servent d'appui aux lignes de bases, sans restriction de distance par rapport à la côte. D'autre part, cette disposition n'est pas une faculté laissée à l’État côtier, mais s'applique de plein droit.
Dans le cas d'un atoll, le récif délimite sa « ligne de base »,
et « Sous réserve de la partie IV (États archipel), les eaux situées en deçà de la ligne de base de la mer territoriale font partie des eaux intérieures de l’État. » (§8)
L'autre spécificité de ces récifs est que la ligne de base ne prend pas en compte le côté intérieur du récif.
De ce fait, toute l'étendue de son lagon constitue juridiquement non pas des « eaux territoriales » ni même des « eaux archipélagiques », mais bien une « eau intérieure »,
c'est-à-dire compte juridiquement comme surface de « territoire ». L’État à qui l'on reconnaît une souveraineté territoriale sur cette partie émergente peut revendiquer à ce même titre toute la surface du lagon.
La proposition initiale de rédaction mentionnait non pas la laisse de basse mer, mais le bord extérieur du récif, ce qui dans le cas d'une formation corallienne donne une limite plus précise ; cependant cette formulation n'a pas été conservée, entraînant des difficultés potentielles sur les atolls partiellement submergés pour inclure tout le lagon intérieur à l'intérieur de la ligne de base.
En pratique, pour les récifs affleurants, la différence entre la laisse de basse mer et la limite du récif est généralement trop faible pour être significative, et la pratique cartographique consiste à confondre ces deux limites, dans la mesure où mesurer l'altitude exacte d'un récif de corail est à la fois dangereux et sans guère de signification.

## Restrictions sur les lignes droites

### Forme des côtes et eaux intérieures
Le choix de ces lignes de base droites ne peut pas être arbitraire :
1. le tracé des lignes de base droites ne doit pas s'écarter sensiblement de la direction générale de la côte, et les étendues de mer situées en deçà doivent être suffisamment liées au domaine terrestre pour être soumises au régime des eaux intérieures ;
2. la méthode des lignes de base droites ne peut être appliquée par un État de manière telle que la mer territoriale d'un autre État se trouve coupée de la haute mer ou d'une zone économique exclusive.

### Lignes droites et hauts fonds
Les lignes de base droites ne doivent pas être tirées vers ou depuis des hauts-fonds découvrants, sauf :
- Si le haut-fond  découvrant  se  trouve, entièrement  ou  en  partie, à une distance du continent ou d’une île ne dépassant pas la largeur fixée pour la mer territoriale (§13-1).
- Si des phares ou des installations similaires émergées en permanence ont été construits.
- Si le tracé de telles lignes de base droites a fait l'objet d'une reconnaissance internationale générale.

Il convient de noter que dans le cas particulier des atolls et des récifs frangeants d'une île, cette restriction sur la distance maximale de prise en compte des hauts fonds n'est plus applicable.

## Lignes droites archipélagiques

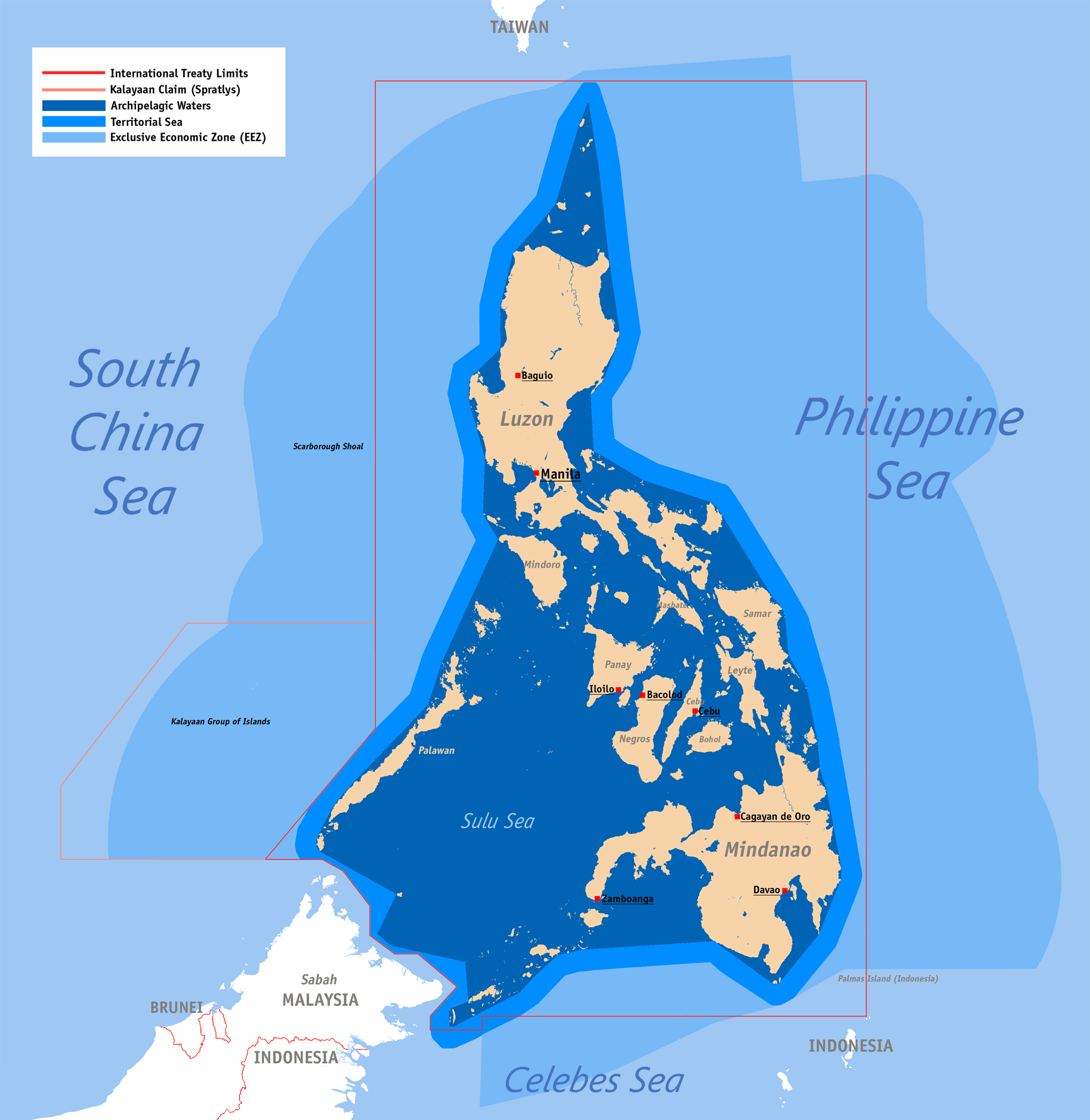
Eaux archipélagiques (bleu foncé), territoriales (bleu moyen) et ZEE (bleu clair) des Philippines.

Un État archipel peut tracer des lignes de base archipélagiques droites, reliant les points extrêmes des îles les plus éloignées et des récifs découvrants proches de l'archipel, à condition que le tracé de ces lignes de base englobe les îles principales, et définisse une zone où la superficie des terres, atolls inclus, représente entre 10 % et 50 % du total.
Dans ce cas cette ligne de base archipélagique définit la limite des « eaux archipélagiques », qui suivent un régime juridique particulier intermédiaire entre eaux territoriales et eaux intérieures :
- Les eaux intérieures d'un état archipélagique sont définies par des lignes de base suivant les règles habituelles (§50).
- Les eaux archipélagiques sont sous la souveraineté de l'État, mais les autres nations bénéficient du régime de passage archipélagique.
- Les eaux territoriales d'un État archipel s'étendent à partir de la ligne de base archipélagique (§2-1, §48).

Ces lignes droites archipélagiques sont soumises à une restriction sur leur longueur : elle ne doit pas dépasser 100 milles marins, toutefois, 3 % au maximum du nombre total  des lignes de base entourant un archipel donné peuvent avoir une longueur supérieure, n’excédant pas 125 milles marins.

## Longueur des lignes de base droites

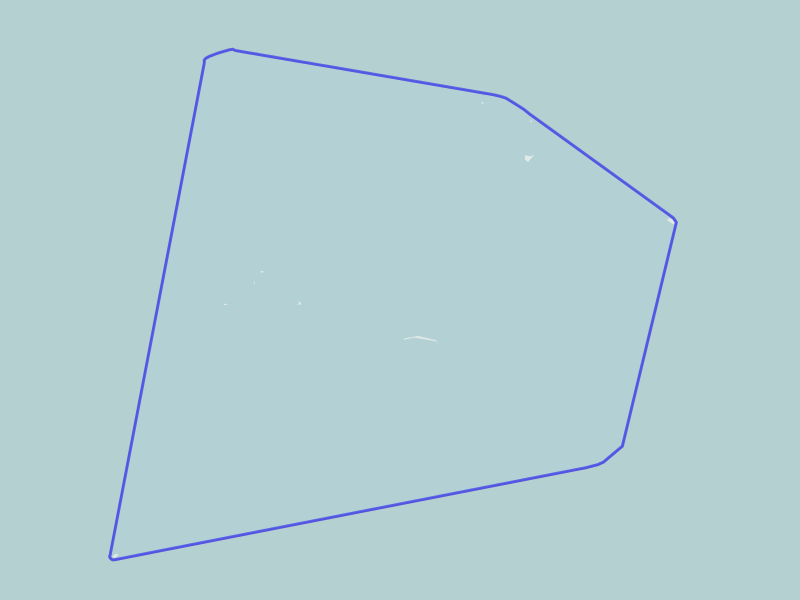
Ligne de base des îles Paracel affichée par la Chine (15 mai 1996),: Elle s'appuie au NO sur le banc Hotspur, au NE sur les îles de l'Amphitrite, l'île Lincoln à l'E, au SE le banc Bombay et au SO l'île Triton.
La ligne de base ouest est de 88 NM, la ligne sud de 82 NM.

Dans le cas général, il n'y a pas de limite explicite à la distance que peut couvrir une ligne de base droite vers des îles ou des récifs, ce qui a conduit certains états comme le Viêt Nam
ou la Chine à des abus manifestes.
Cependant, on peut relever qu'il existe des limites dans des cas particuliers :
- La convention restreint les lignes droites archipélagiques à une limite d'une centaine de milles marins (ou exceptionnellement 125).
- La convention fixe la limite eaux territoriales à un maximum de 12 milles marins, et limite la clôture des baies par des lignes droites à une ouverture maximale de 24 milles marins, c'est-à-dire qu'en tout point de son ouverture, on est par rapport à l'un ou l'autre de ses points d'entrées naturels à une distance inférieure à celle des eaux territoriales.

La fermeture d'une baie est un cas spécifique de ligne de base droite, qui si elle était dérogatoire, justifierait de règles plus souples que celles du cas général, parce qu'une baie est par ailleurs une « étendue d'eau cernée par la côte » que le respect des eaux territoriales transforme en cul-de-sac maritime. Si le droit international interdit explicitement une ligne de base droite quand une baie est insuffisamment fermée et cernée, a fortiori une telle droite ne peut être légitime quand elle vise à fermer une zone encore plus ouverte, même si cette impossibilité reste implicite. La convention de Vienne sur le droit des traités impose alors de ne pas considérer comme possible entre une côte et une île (ou entre deux îles) ce qui est interdit entre deux points d'entrée d'une baie, ou entre deux points d'une ligne de base archipélagique.
Cette interprétation conduit à considérer a minima que pour être raisonnable, une ligne de base droite ne peut pas rattacher deux côtes dont par ailleurs les points les plus rapprochés sont à plus de deux fois la limite des eaux territoriales. Dans ce cas, s'il est possible de contourner une île en étant à une distance toujours supérieure à la limite des eaux territoriales tant de l'île que de la côte, une circumnavigation est normalement possible sans entrer dans les eaux territoriales, et la tolérance offerte de choisir une ligne de base droite au lieu de la laisse de basse mer ne doit pas avoir pour effet de rendre impossible cette circumnavigation en transformant ce détroit en eaux intérieures.
Cette même interprétation permet de donner une interprétation objective de ce que peut être « un chapelet d’îles le long de la côte, à proximité immédiate de celle-ci » (art. 7) : l'utilisation de ligne de base droite ne doit pas interdire la circumnavigation à travers ce qui autrement n'aurait pas été une navigation dans les eaux territoriales.
Par ailleurs, une ligne de base droite ne peut évidemment pas dépasser la limite de longueur imposée aux lignes de base archipélagiques.
D'autres interprétations plus sévères seraient possibles, mais peu probables, comme de considérer qu'une ligne de base droite ne doit pas avoir pour effet de transformer en eau intérieure des eaux non territoriales, c'est-à-dire qu'une ligne de base ne peut pas sortir de l'enveloppe de ce qui aurait sinon été les eaux territoriales telles que comptées à partir de la laisse de basse mer ; ou pire, qu'une ligne de base ne doit pas faire plus de 24 milles marins en tout état de cause.
Cependant, ces interprétations n'ont jamais fait l'objet d'une sentence par la cour permanente d'arbitrage, seule compétente pour trancher les litiges d'interprétation. Et de fait, avant la convention de 1958, les tentatives qui ont été faites pour soumettre les groupes d'îles ou les archipels côtiers à des conditions analogues aux limitations concernant les baies (distance des îles ne dépassant pas la double mesure des eaux territoriales) ne sont pas sorties du stade des propositions.